# Yukteswar Giri
Swami Sri Yukteswar Giri är det religiösa namnet på Priyanath Karar, född 10 maj 1855 i Serampore, Indien och död 9 mars 1936, var en indisk vishetslärare (guru).
Giri var bland annat läromästare för Paramahansa Yogananda och grundade egna ashram. Yukteswar var själv lärjunge till Lahiri Mahasaya, som i sin tur var lärjunge till den mytomspunne gurun Mahavatar Babaji.
Han skrev bland annat boken The Holy Science (1894) om livsvisdom och rekommenderad livsföring, inklusive vegetarianism.